# Ben Corbett
Ben Corbett (6 de fevereiro de 1892 – 19 de maio de 1961) foi um ator note-americano da era do cinema mudo. Ele apareceu em 283 filmes entre 1915 e 1956.